# سنگ‌گردان سرخ‌گون
سنگ‌گردان یا دقیق‌ترسنگ‌گردان سرخ‌گون (نام علمی: Arenaria interpres) نام یک گونه از سرده سنگ‌گردان است.